# Trichoformosomyia sauteri
Trichoformosomyia sauteri là một loài ruồi trong họ Tachinidae.